# Laškov
Laškov (en allemand : Laschkau) est une commune du district de Prostějov, dans la région d'Olomouc, en République tchèque. Sa population s'élevait à 561 habitants en 2023.

## Géographie
Laškov se trouve à 8 km à l'est de Konice, à 15 km au nord-ouest de Prostějov, à 18 km à l'ouest d'Olomouc et à 193 km à l'est-sud-est de Prague.
La commune est limitée par Bohuslavice et Olbramice au nord, par Náměšť na Hané et Drahanovice à l'est, par Pěnčín et Přemyslovice au sud, et par Konice, Budětsko et Raková u Konice à l'ouest.

## Histoire
La première mention écrite de la localité date de 1492.

## Administration
La commune se compose de quatre sections :
- Dvorek
- Kandia
- Krakovec
- Laškov

## Transports
Par la route, Kostelec na Hané se trouve à 9,5 km de Prostějov, à 24 km d'Olomouc et à 251 km de Prague.